# طرف (زينة)

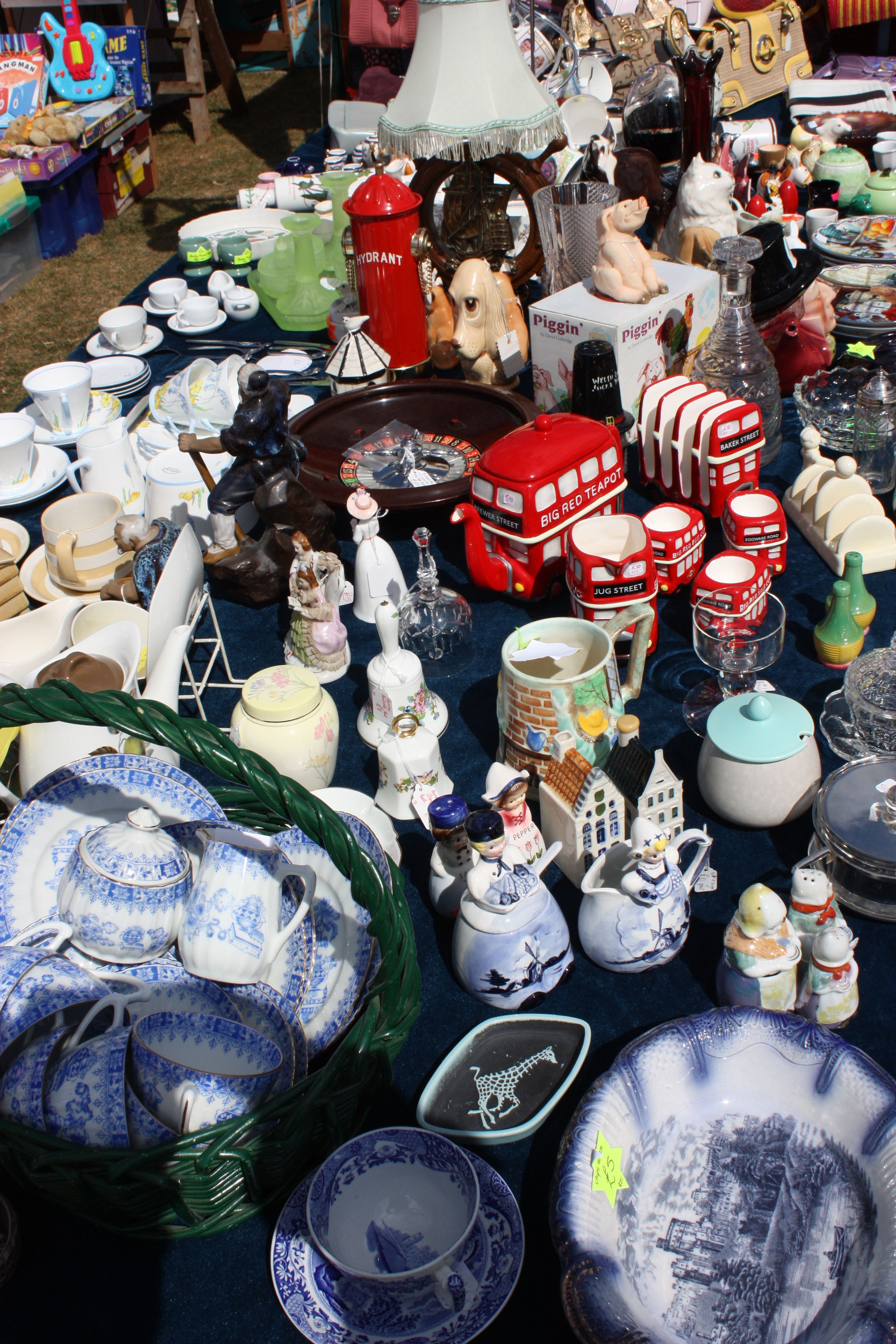
طُرَف للبيع في أحد أسواق الشوارع في كَمبرِدج

الطُّرَف هي سلع للزينة صغيرة.